# District de Liandu
Le district de Liandu (莲都区 ; pinyin : Liándū Qū) est une subdivision administrative de la province du Zhejiang en Chine. Il est placé sous la juridiction de la ville-préfecture de Lishui.